# Bumlingarna
Bumlingarna (engelska: The Wombles) är en dockanimerad brittisk TV-serie från 1973-1975, baserad på författaren Elisabeth Beresfords (1926-2010) böcker om "The Wombles". Serien visades första gången i svensk TV 1973, då under namnet Doldisarna och återkom i TV2 i februari 1984 som Bumlingarna. Jan Blomberg gjorde de svenska rösterna.
Den första Wombles-boken publicerades 1968 och BBC gav producenten FilmFair uppdraget att skapa en tv-serie av böckerna. Serien producerades av Graham Clutterbuck och regisserades av Ivor Wood med stop motion-teknik. Alla karaktärernas röster gjordes av skådespelaren Bernard Cribbins. Inspelningsmiljöerna och modellbyggena skapades av Barry Leith. Två serier om 30 femminuters-avsnitt producerades, den första med premiär 1973, animerad av Ivor Wood, och den andra sändes 1975 och animerades av Barry Leith. Sammanlagt producerades 60 avsnitt.
År 1996 spelades en ny serie in med tre nya Bumling-karaktärer. 

## Handling
Handlingen kretsar kring Bumlingarna, en sorts mullvadsliknande figurer, som samlar och återanvänder saker som människorna slängt bort. 
Vinjetten har en trallvänlig melodislinga och en text som (i sin svenska översättning) talar om att bumlingarna "bumlar" kring över jord och under jord och samlar på ting.
En detalj är att alla figurerna har geografiska namn, som Bungo, Wellington, Onkel Bulgaria, Omsk, Tomsk, Orinoco, Tobermory osv.

## Avsnitt

### Säsong 1
- 1. Orinoco och det svarta paraplyet
- 2. Gungstolen
- 3. Kolapappers nytta
- 4. Onkel Bulgaria håller formen
- 5. Ett bokskåp
- 6. Håll kontakt: pip-pip-pip
- 7. Vems tassavtryck?
- 8. Bungo fyller år
- 9. Ingen ser Orinoco
- 10. Orinoco planterar en lampa
- 11. Jättekastanjen
- 12. En människa
- 13. Tobermorys TV-underhållning
- 14. Tobermorys telefonsystem
- 15. Orinoco hittar en städhjälp